# کرت بوسیک
کرت بوسیک (انگلیسی: Kurt Busiek؛ زادهٔ ۱۶ سپتامبر ۱۹۶۰) یک پدیدآور اهل ایالات متحده آمریکا است.
وی بیشتر برای همکاریش با انتشارات مارول کامیکس و دی‌سی کمیکس بخصوص خلق داستان‌های انتقام‌جویان برای چهار سال شناخته می‌شود.در سال ۲۰۰۴ در یک مصاحبه کرت بوسیک گفته وتایید کرده که مارول کامیکس و دی‌سی کامیکس هردو در کراس اوور لیگ عدالت/انتقام جویان تایید کردند که شخصیت سوپرمن بسیار قویتر از شخصیت ثور است.